# قاضی‌خان
قاضیخان(به کردی: قازی خان، Qazîxan) روستایی از توابع بخش زیویه در شهرستان سقز است که در استان کردستان ایران قرار دارد.

## جمعیت
این روستا در دهستان امام واقع شده و براساس سرشماری سال ۱۳۸۵، جمعیت آن ۴۳ نفر (۸ خانوار) بوده‌است.